# Phare de Kerdonis
Phare de Kerdonis ist der Name eines Leuchtturms auf der Insel Belle-Île, zur französischen Gemeinde Locmaria im Département Morbihan gehörend. Er hat eine Tragweite von 15 Seemeilen, ist nicht bewacht und kann nicht besichtigt werden.